# Festung Leopoldov

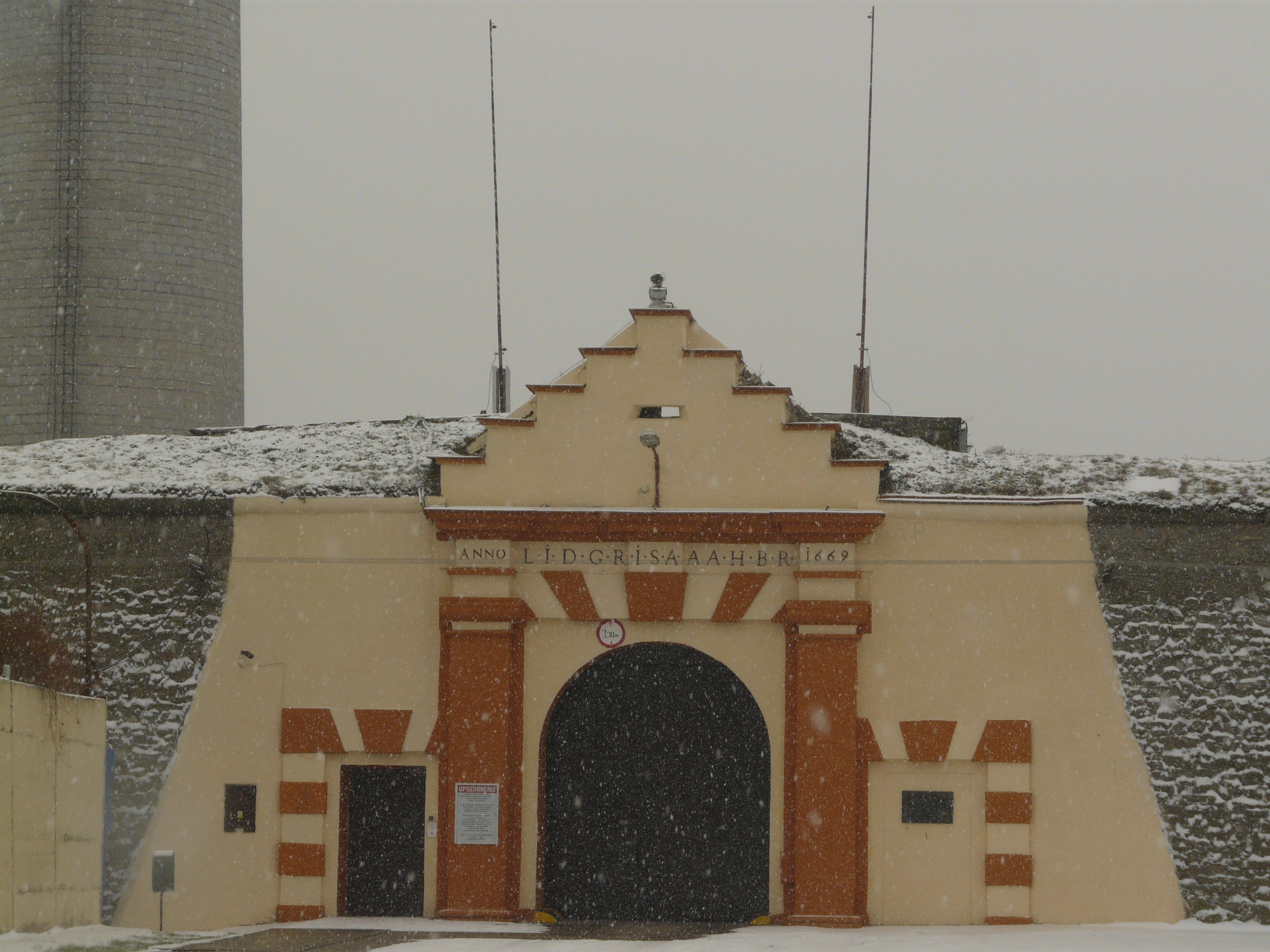
Eingangstor zum Gefängnis

Die Festung Leopoldov (deutsch auch Festung Leopoldstadt, ungarisch Lipótvár) am östlichen Rand der westslowakischen Stadt Leopoldov wurde im 17. Jahrhundert als Verteidigungsfestung in der Zeit der Türkenkriege erbaut. Ab 1885 diente sie als Gefängnis.

## Geschichte
Das Gebäudekomplex mit insgesamt 56 ha Gesamtfläche wurde zwischen 1665 und 1669 auf Anweisung des Kaisers Leopold I. vom kaiserlichen Architekten L. de Souches und dem Ingenieur J. Arigsperger als Festung gegen die Expansion des Osmanischen Reichs erbaut, nachdem die Festung in Nové Zámky durch den Türkenkrieg 1663/1664 kurzfristig in türkischen Besitz gefallen war.
Die Festung hat den Grundriss eines sechswinkligen Sterns mit zwei Toren – einer in Richtung Hlohovec und der andere nach Leopoldov – sowie mit sechs Basteien; die Mauern sind 9,5 m hoch. Sie wurde erbaut im Stil der Renaissance und ähnelt mit ihrem sternartigen Aussehen italienischen Burgen. Seinerzeit zählte Leopoldov zu den modernsten Festungen in Mitteleuropa. Sie wurde auch nie militärisch erobert.
1855/56 wurde die Festung zum Gefängnis umgebaut mit Platz für 1.000 Gefangene. Somit war sie damals das größte Gefängnis in Ungarn. Die Nutzung der Festung als Gefängnis dauert bis heute an, insbesondere in den 1950er Jahren wurde das Gefängnis Leopoldov berüchtigt als Haftanstalt für politische Häftlinge des kommunistischen Regimes der Tschechoslowakei.